# Ardisia crassa
Ardisia crassa är en viveväxtart som beskrevs av C. B. Cl. Ardisia crassa ingår i släktet Ardisia och familjen viveväxter. Inga underarter finns listade i Catalogue of Life.